# Barend Jordens
Barend Jordens (Amsterdam, 17 december 1888 – 3 april 1972) was een Nederlands beeldhouwer, schilder en docent.

## Leven en werk
Jordens werd opgeleid aan de Teekenschool voor Kunstambachten (1904-1908?) bij Kees Oosschot en de Rijksschool voor Kunstnijverheid Amsterdam (ca. 1908-1914) bij Willem Retera en August Falise. In 1923-1924 volgde hij nog een avondcursus keramiek bij Bert Nienhuis.
Van 1919 tot ca. 1950 was Jordens docent beeldhouwen aan de Kunstnijverheidsschool Quellinus (vanaf 1924 Instituut voor Kunstnijverheidsonderwijs). Hij gaf les aan onder anderen Suze Berkhout, Jeanne Bijlo, Geert Marree en Bé Thoden van Velzen. Jordens maakte bouwbeeldhouwwerk en houtsnijwerk voor diverse architecten en verzorgde onder meer de decoratie van de gevel van het Tuschinskitheater in Amsterdam en de Incasso Bank in Enschede. Hij was ook actief als schilder. Hij schilderde onder meer dier- en figuurvoorstellingen, naakten en portretten.
Jordens was lid van Arti et Amicitiae, Sint-Lucas en de Nederlandse Kring van Beeldhouwers. Hij exposeerde meerdere malen. In 1925 won hij een zilveren medaille voor beeldhouwwerk op de Exposition Internationale des Arts Décoratifs et Industriels modernes in Parijs.
De kunstenaar overleed op 83-jarige leeftijd en werd gecremeerd op Westgaarde.

## Werken (selectie)
- keramiek voor de gevel (ca. 1920) van Theater Tuschinski, Amsterdam
- ornamentwerk voor het grafmonument van J. de Groot (1920), op De Nieuwe Ooster, Amsterdam
- eiken ajourreliëf voor bovenlicht villa (1929), Marthalaan 7, Enschede
- vijf wapendragende leeuwen in de gevel, twee vazen en twee spuwers (1929) voor de Incassobank, Piet Heinstraat 4, Enschede

## Afbeeldingen

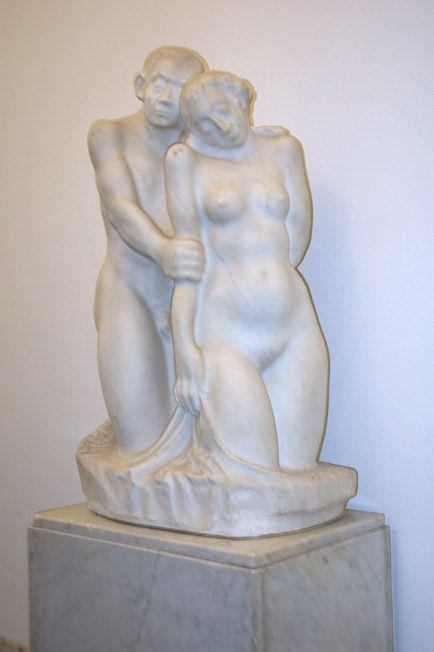
Vlucht uit Rotterdam
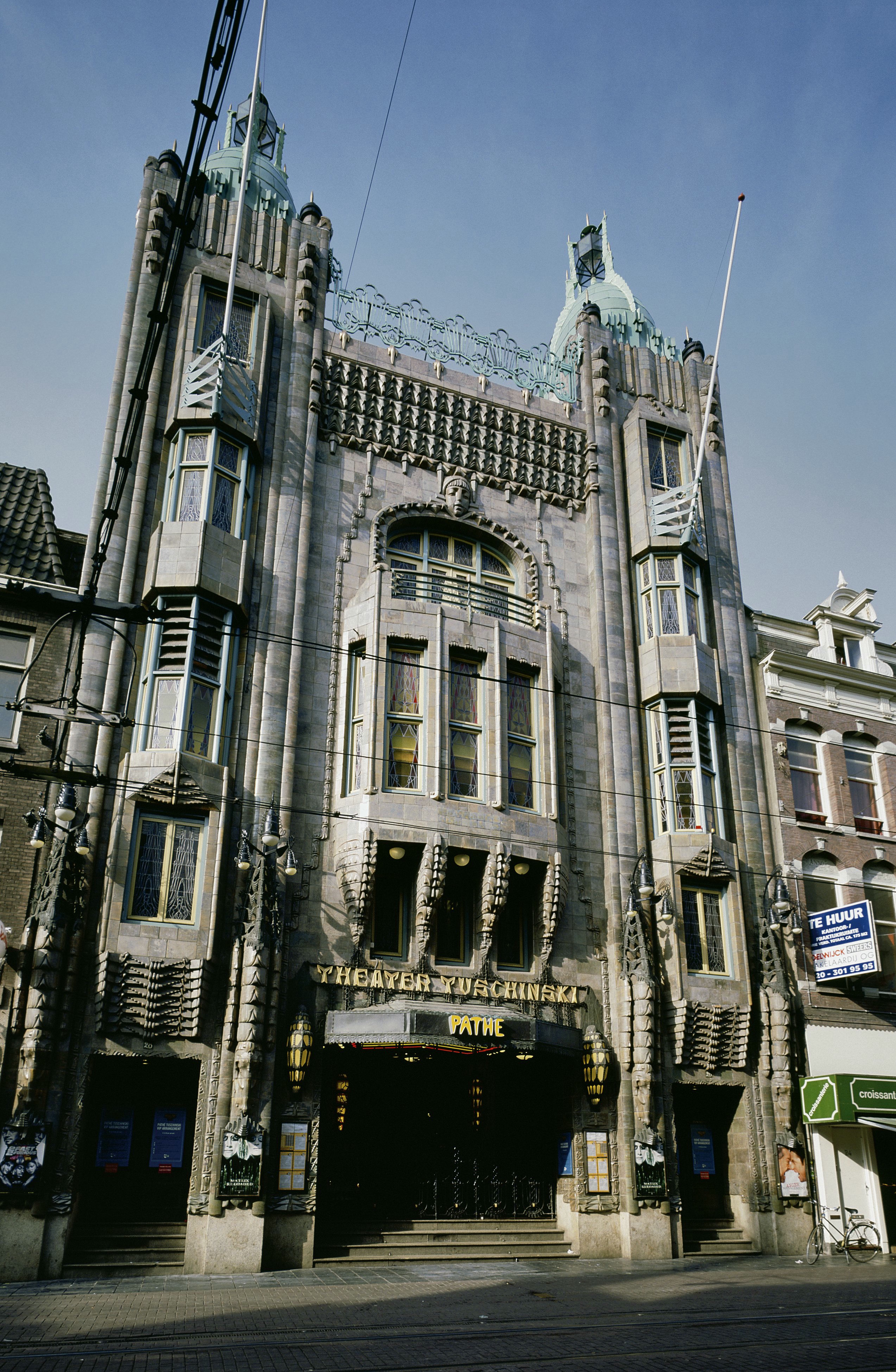
Tuschinski, Amsterdam
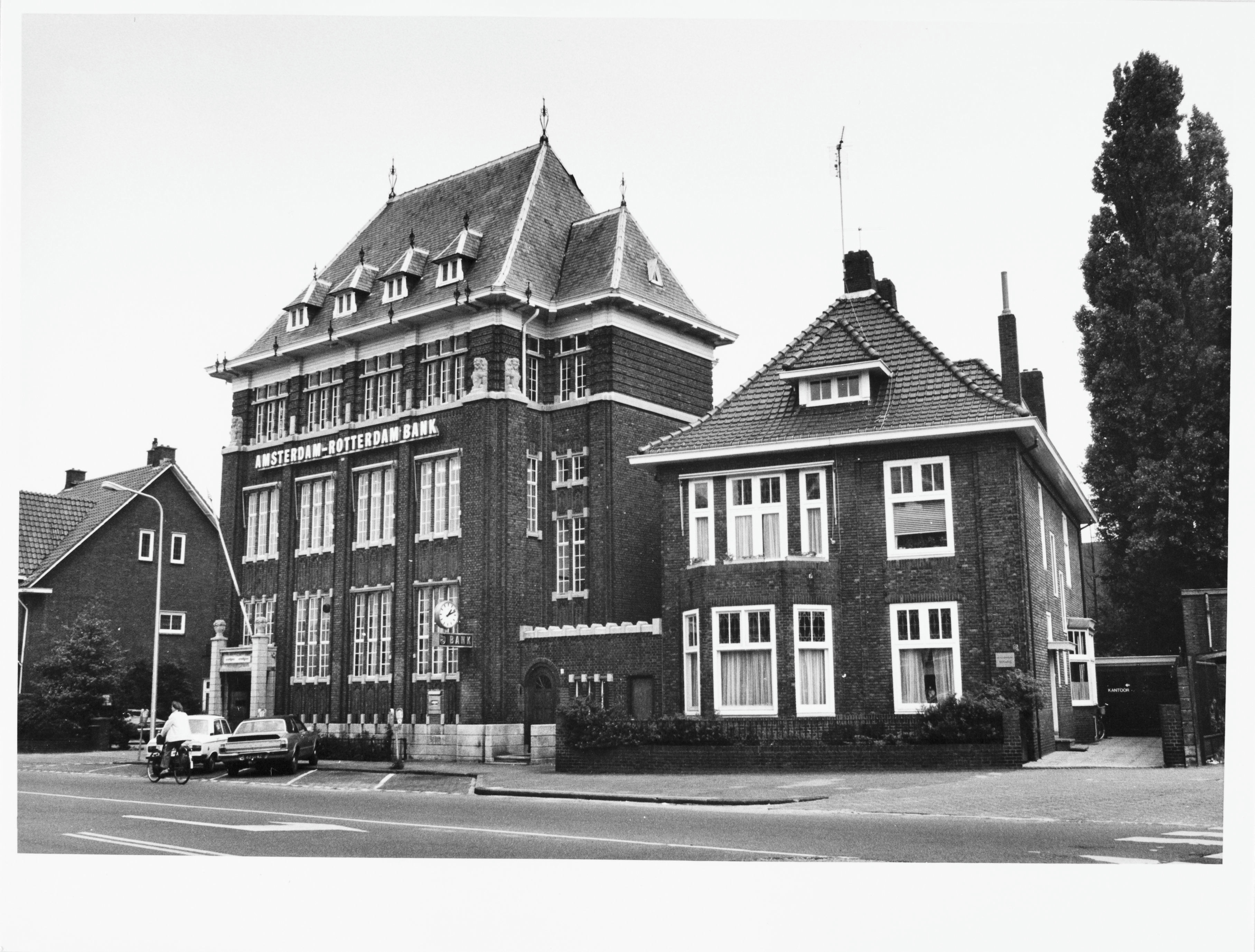
Incassobank, Enschede